# Noëlline Castagnez
Noëlline Castagnez, née le 9 février 1966, est une historienne française. Elle est professeure d’histoire contemporaine à l'université d'Orléans et membre du laboratoire POLEN.
Historienne du politique et du mouvement ouvrier, elle a mené ses recherches selon deux axes principaux : les acteurs politiques (leurs itinéraires, réseaux, idées et culture politique) ; et le champ d’action du politique (partis, syndicats, Parlement et gouvernement). Ses axes de recherche actuels sont : les relations entre les partis et leur groupe parlementaire ; la prosopographie des parlementaires socialistes de la Ve République ; socialisme et pacifisme.

## Formation universitaire
Noelline Castagnez est agrégée d'histoire (reçue 41e en 1989).
En 2002, elle soutient une thèse en histoire à Paris 4 sous la direction de Jean-Marie Mayeur, intitulée Les Parlementaires SFIO de la IVe République : biographie collective d'une élite militante. Cette thèse est publiée en 2004 aux Presses Universitaires de Rennes, sous le titre Socialistes en république : les parlementaires SFIO de la IVe République.
Le 30 novembre 2019, elle soutient son habilitation universitaire à l'Université Panthéon-Sorbonne. Son dossier d'habilitation est intitulé "La démocratie au prisme des socialistes dans la France du XXe siècle. Engagements, mémoires et pratiques politiques". Son garant est Pascale Goetschel. Le jury est composé d'Olivier Wieviorka, Henry Rousso, Jean-François Sirinelli et Frank Georgi.

## Parcours professionnel
De 1989 à 1990, elle travaille au centre pédagogique régional, affectée au lycée de Fresnes.
De 1990 à 1993, elle est professeure agrégée titulaire au collège Jules Ferry de Sainte-Geneviève-des-Bois (91).
De 1991 à 1992, elle est en délégation rectorale à l'IUFM de Versailles, au centre de Saint-Germain-en-Laye.
De 1993 à 1995, elle est PRAG à l'IUFM de Versailles, au centre Anthony-Jouhaux.
De 1995 à 2000, elle est mise à disposition de l'Institut Georges-Pompidou, en tant que responsable du programme d'archives orales, en collaboration avec les Archives nationales.
De 2000 à 2003, elle est de nouveau PRAG à l'IUFM de Versailles, au centre Anthony-Jouhaux.
De 2003 à 2007, elle est maître de conférences en histoire contemporaine à l'IUFM de l'académie de Versailles, tout en étant chercheur associé au Centre d'histoire de Sciences Po.
Depuis 2007, elle est maître de conférences à l'Université d'Orléans (hors-classe depuis 2009).
Elle est membre du bureau du Comité d'histoire parlementaire et politique (CHPP) et rédactrice en chef de Parlement(s), Revue d'histoire politique. Elle collabore au Dictionnaire biographique du mouvement ouvrier français, pour la période 1939-1968, et participe aux travaux de l'Office universitaire de recherche socialiste (OURS).

## Publications

### Ouvrages
- Histoire des idées socialistes en France, La Découverte, coll. « Repères », 1997, 128 p.
- Socialistes en République : les parlementaires SFIO de la IVe République, préface de Jean-Marie Mayeur, Presses universitaires de Rennes, 2004, 414 p.
- Quand les socialistes français se souviennent de leurs guerres. Mémoire et identité (1944-1995), Rennes, Presses Universitaires de Rennes, 2021

### Direction d’ouvrages
- (direction avec Jean-Claude Groshens - Jean-François Sirinelli), Culture et action chez Georges Pompidou, PUF, 2000, 454 p.
- (direction avec Gilles Morin), Socialistes et radicaux, actes du colloque du Centre d’Histoire de Science Po du 30 septembre 2005, à paraître, aux Presses de Sciences Po – L’Harmattan.
- « Pierre Mendès France : une figure du panthéon socialiste ? », dans Noëlline Castagnez - Gilles Morin (dir.), Socialistes et radicaux, actes du colloque du Centre d’Histoire de Science Po du 30 septembre 2005, à paraître, aux Presses de Sciences Po.
- « Socialistes au Parlement », Parlement[s]. Histoire et politique, n°6, 2006, 159 p.
- (direction avec Gilles Morin), Pierre Bérégovoy en politique, Éditions Pepper-L’Harmattan, 2013

### Articles et contributions
- « La S.F.I.O. et ses mouvements de jeunesse de 1945 à 1956 », dans Giovanni Orsina et Gaetano Quagliariello, La formazione della classe politica in Europa (1943-1953), edizioni la Caita, Manduria Bari, 2000, p. 203-228.
- (avec Gilles Morin), « Le parti issu de la Résistance, dans Serge Berstein - Antoine Prost (et alii), Le Parti socialiste entre Résistance et République, Publications de la Sorbonne, 2000, p. 37-60.
- (avec Anne Leboucher-Sebbab), « Les relations entre le Premier ministre et le président de la République : une question toujours débattue », dans Jean-Paul Cointet - Bernard Lachaise - Gilles Le Béguec - Jean-Marie Mayeur (dir.), Un politique : Georges Pompidou, P.U.F., 2001, p. 115-126.
- (avec Gilles Morin), « La S.F.I.O. et la Résistance sous la IVe République », dans Bernard Lachaise (dir.), Résistance et politique sous la IVe République, Presses Universitaires de Bordeaux, 2004, p. 111-146.
- « La gauche de Munich à l’armistice », dans Jean-Jacques Becker - Gilles Candar (dir.), L’Histoire des gauches en France, Éditions de la Découverte, 2004, volume 2, p. 375-385.
- « Face au communisme, l’analyse et la pratique d’André Philip », dans André Philip, socialiste, patriote, chrétien, Comité pour l’Histoire Économique et Financière de la France, 2005, p. 241-254.
- Notices biographiques dans Claude Pennetier (dir.), Dictionnaire biographique. Mouvement ouvrier, mouvement social de 1940 à mai 1968, tomes 1 et 2, Éditions de l’Atelier, 2006.
- « Daniel Mayer », C. Andrieu, P. Braud et G. Piketty (dir.), Dictionnaire De Gaulle, R. Laffont, 2006.
- « Léon Blum, l’intellectuel », dans Cercle Léon Blum, Léon Blum, une figure dans l’Histoire, Paris, l’Encyclopédie du socialisme, 2006, p. 34-43.
- « La législation sociale sous la IVe République », dans Les questions sociales au Parlement. Actes du colloque du 31 mars 2006 au Sénat, Sénat et CHPP, 2006.
- « Discipline partisane et indisciplines parlementaires », « Socialistes au Parlement », Parlement[s]. Histoire et politique, n° 6, 2006, p. 40-56.